# Пенчук, Борис Михайлович
Борис Михайлович Пенчук (бел. Барыс Міхайлавіч Пянчук; 15 мая 1918, Анапа — 22 апреля 2009, Минск) — советский и белорусский военный дирижёр, музыкальный педагог, профессор кафедры оркестрового дирижирования Белорусской государственной консерватории имени А. В. Луначарского (ныне Белорусская государственная академия музыки). В 1962—1979 годах — главный военный дирижёр оркестров Краснознамённого Белорусского военного округа. Народный артист Белорусской ССР (1970), лауреат премии Ленинского комсомола БССР (1972), полковник ВС СССР. Участвовал в Параде Победы 24 июня 1945 года, где был одним из 37 дирижёров сводного оркестра.

## Ранние годы
Борис Михайлович Пенчук родился 15 мая 1918 года в Анапе (нынешний Краснодарский край). Отец — профессиональный трубач и капельмейстер 1-го Черноморского полка Кубанского казачьего войска, окончил Санкт-Петербургскую консерваторию с серебряной медалью, которую ему вручал ректор А. К. Глазунов, но при жизни высказывался против того, чтобы сын пошёл по его стопам. Мать — уроженка Петрограда. Отец умер от тифа в 1920 году, и мать увезла Бориса и шестилетнюю сестру в Петроград, а позже вышла замуж во второй раз: у отчима Бориса был дом в Вырице, где они проживали. Интерес у юного Бори к музыке проявился, когда он впервые услышал духовой оркестр, игравший торжественные марши. Борис бросил школу и устроился учеником слесаря в 1-м механическом цехе Путиловского завода, работая днём и занимаясь по вечерам в самодеятельном оркестре заводского клуба, в котором исполнял популярные тогда джазовые композиции. На протяжении всей своей жизни он любил джаз.
Первым учителем Бориса был руководитель оркестра при Путиловском заводе, солист Мариинского театра Н. М. Нагорнюк, а первым освоенным инструментом стал корнет. 11 марта 1936 года Пенчук начал добровольную службу в Красной Армии, а именно в 201-м стрелковом полку на должности солиста-трубача оркестра, где служил до августа 1937 года. Позже он продолжил обучение в Ленинградском музыкальном училище в классе трубы А. П. Павлова, солиста театра имени А. С. Пушкина, и на военном факультете Московской государственной консерватории имени П. И. Чайковского. Среди его учителей были С. А. Чернецкий (строевое дирижирование), Г. А. Орвид (труба), Ю. М. Тимофеев (инструментовка), М. Д. Готлиб (композиция), Н. П. Иванов-Радкевич (композиция, инструментовка), А. Д. Цейтлин и Д. В. Свечков (концертное дирижирование).

## Великая Отечественная война
В сентябре 1941 года консерваторию эвакуировали в Саратов: оттуда Пенчук выехал в Свердловск, а затем в Курган. Известно, что его мать и братья погибли на войне. Официально он окончил консерваторию в январе 1942 года, после чего отправился в Курган, где формировалась новая дивизия. В письме своей супруге от 13 мая 1942 года он сообщил, что месяц и 15 дней тому назад сумел собрать оркестр численностью 18 человек, который планировалось направить на Волховский фронт. Согласно воспоминаниям его дочери Нины, личный состав для оркестра Пенчук подбирал в военкомате путём опроса: большинство его подчинённых никогда не играли на музыкальных инструментах, но благодаря ежедневным усердным репетициям Пенчук наладил взаимодействие между музыкантами. Они выучили в первую очередь «Интернационал», а затем и «Встречный марш». Инструменты он получил от местной немецкой общины. О службе в армии Пенчук рассказывал немногое, ограничиваясь упоминанием того, как солдаты вынуждены были нести над головой музыкальные инструменты, порой проходя через болото, и как им приходилось макать сухари в болотную воду там, где плавали трупы. Он рассказывал, что однажды спас свой оркестр от гибели, вовремя выведя бойцов из сарая, где те ночевали: спустя считанные мгновения туда прилетел снаряд.
С апреля по май 1942 года Пенчук служил капельмейстером в 562-м стрелковом полку 165-й стрелковой дивизии: во время боёв в районе Мясного Бора, когда оркестранты выносили раненых с поля боя, он был тяжело ранен в левую руку. В госпитале руку хотели ампутировать, но военный хирург, несмотря на начавшийся в руке воспалительный процесс, всё же сумел спасти её. Борис Михайлович сожалел, что не узнал имя спасителя: об этом враче было известно только то, что его жена была солисткой Киевской оперы. Пенчук был признан ограниченно годным 2-й степени и на фронт больше не возвращался, проходя лечение в госпиталях Сибири, Чувашии и Москвы. С июня 1943 года и до конца войны он был капельмейстером Отдельного учебного полка офицерского состава Бронетанковых и механизированных войск Красной Армии. С 1943 года — член ВКП(б).
Согласно документам, очередной датой его призыва значится 27 февраля 1944 года. Он был назначен дирижёром в оркестр 2-й гвардейской Таманской орденов Суворова, Кутузова и Александра Невского танковой дивизии, который состоял из четырёх полковых оркестров. С этим большим оркестром он участвовал в Параде Победы на Красной площади 24 июня 1945 года как капельмейстер одного из 38 оркестров, участвовавших в этом параде. Сводным духовым оркестром численностью 1313 человек руководил генерал-майор Семён Чернецкий, преподававший Борису Михайловичу Пенчуку строевое дирижирование в консерватории. Сводные репетиции парада проходили по ночам на Садовом кольце, стадионе «Динамо» и больших площадях. В ходе репетиций оркестр исполнял не только традиционный «Егерский марш», но и «Краковяк», в то время как Чернецкий пытался подобрать идеальное место для оркестра, чтобы на площади не исходило эхо. В итоге музыканты заняли место у трибуны Мавзолея, у спуска к Александровскому саду. В день парада оркестр выступил идеально, несмотря на промозглую погоду, а Пенчук позже вспоминал, что запомнил на всю жизнь звуки чеканных шагов солдат, которые бросали к подножию Мавзолея трофейные немецкие знамёна. Всё тот же сводный духовой оркестр завершал Парад Победы, пройдя маршем перед Мавзолеем, а Пенчук получил благодарность с подписью Иосифа Сталина за безупречно проведённый парад.

## Дирижёр военных оркестров
В 1944 году Пенчук был назначен дирижёром оркестра штаба Ленинградского военного округа. В 1956 году занял должность начальника военно-оркестровой службы Южной группы войск, расквартированной тогда на территории Венгрии. После подавления революционных событий обстановка в республике была напряжённой: самолёт с дирижёром, летевший из Львова в Будапешт, пытались сбить в горах неизвестные, и только благодаря мастерству лётчиков удалось избежать катастрофы. В аэропорту Пенчука встречали на бронемашинах и в сопровождении танков. Считается, что во время одной из поездок Бориса Михайловича в командировку в поезде к нему подошёл венгерский проводник и велел ему не выходить из купе, заявив, что дирижёра собирались убить, а тело выбросить из поезда.
В декабре 1956 года состоялась первая официальная встреча делегаций СССР и Венгрии на крытом стадионе комбината Csepel, выпускавшего автобусы. На этой встрече Пенчук дирижировал оркестром, который исполнил «Венгерский танец», «Катюшу» и «Москву майскую». По мнению газеты «Советская Белоруссия», именно усилия Пенчука позволили установить доверительные отношения между СССР и новым венгерским руководством. В 1962 году Пенчук получил назначение в Краснознамённый Белорусский военный округ, где был назначен начальником военно-оркестровой службы округа, а затем стал главным дирижёром оркестра округа. С именем Пенчука было связано развитие репертуара военных оркестров Краснознамённого Белорусского военного округа, который он пополнил как белорусскими народными, так и белорусскими авторскими произведениями. Репетиции духовых оркестров проходили на стадионе «Динамо», а звучание оркестров под управлением Пенчука всегда отличалось от звучания оркестров других дирижёров. По словам его дочери Нины Борисовны, он успевал реагировать на все инструменты и очень быстро читал партитуру.
В качестве дирижёра военного оркестра Б. М. Пенчук с 1963 по 1979 годы проводил ежегодные марш-парады по Ленинскому проспекту Минска в праздники 1 мая, 9 мая и 7 ноября. Он осуществлял музыкальное сопровождение парадов войск, демонстраций трудящихся, памятных мероприятий в годовщины 30 и 35 лет освобождения Белорусской ССР от немецко-фашистских захватчиков, мероприятий по случаю 40-летия Курской битвы (в 1983 году в Белгороде) и других мероприятий. В 1970 году оркестр БКВО под управлением Бориса Михайловича Пенчука стал лауреатом конкурса штатных оркестров Вооружённых сил СССР, посвящённого 25-летию Победы: на том конкурсе в качестве солиста выступал Аскольд Сухин. В 1976 году Борис Михайлович был главным дирижёром I Республиканского праздника духовой музыки в Минске, на котором выступали оркестры со всей БССР, и руководил сводным оркестром численностью 1200 человек, исполняя «Славься» М. И. Глинки: выступление состоялось на Площади Победы в Минске. Через год, в 1977 году он дирижировал сводным духовым оркестром численностью 1800 человек на I Всесоюзном празднике духовой музыки.
Службу в Краснознамённом Белорусском военном округе до 1979 года Пенчук совмещал с преподаванием, прежде чем выйти в отставку в звании полковника. Формально службу он завершил 8 февраля 1979 года, но своё желание дирижировать в дальнейшем он претворял, ведя класс дирижирования в Белорусской государственной академии музыки и готовя будущих дирижёров духовых оркестров. Пенчук высоко оценивал роль духовой музыки и приводил цитату полководца А. В. Суворова о том, что именно благодаря «громогласной музыке» его войскам удалось взять Измаил.

## После ухода из армии

### Преподаватель Белорусской академии музыки
С 1965 года Б. М. Пенчук преподавал в Белорусской государственной консерватории имени А. В. Луначарского (ныне Белорусская государственная академия музыки), работая на кафедре оркестрового дирижирования Белорусской государственной академии музыки. В 1966—1967 годах он вместе с ректором В. В. Оловниковым и проректором по научной работе К. И. Степанцевич выступил инициатором введения на кафедре специальности «Оркестровое дирижирование для духовых оркестров», что позволяло выпускникам студентам духового отделения получить дополнительную квалификацию «Дирижёр духового оркестра». Эта консерватория стала единственной в СССР, в которой дирижирование для студентов-духовиков было обязательным предметом, обеспечивавшим получение соответствующей квалификации, а на 2002 год оставалась единственной консерваторией бывшего СССР, где готовили дирижёров духовых оркестров (при том, что в самой Республике Беларусь было 11 музыкальных училищ). В 1985 году по его инициативе на кафедре духовых инструментов появилась секция «Оркестровое дирижирование (духовые инструменты)» под руководством Пенчука. В 1986 году ему было присвоено звание профессора.
Борис Михайлович — автор более 200 публикаций на тему духовой музыки и исполнительского искусства, в том числе об истории военной музыки, профессиональной подготовке и воспитании военных музыкантов, а также о подготовке массовых мероприятий. В 1957—1962 годах в газете «Ленинское знамя» были опубликованы его статьи-лекции о выдающихся композиторах; в этой же газете и в газете «Во славу Родины» он отредактировал и опубликовал более 60 песен советских-композиторов для солдатской самодеятельности. Его статьи публиковались также в газетах «Гвардейское знамя», «Настаўніцкая», «ЛіМ», «Советская Белоруссия», «Знамя юности», «Вечерний Минск» и других. Пенчук провёл около 10 лекций-концертов на разные темы. Он известен как автор методического пособия «Дирижёру духового оркестра», в котором не только давал практический материал, но и рассказывал об истории возникновения духовых оркестров, считая это полезным для музыканта-духовика со средним или высшим образованием, желающего организовать какой-либо любительский или профессиональный духовой оркестр. В 2002 году он заявлял о подготовке к выпуску 2-го издания пособия, в котором планировалось расширить ряд разделов, в том числе раздел об истории духовой музыки в Беларуси и России.
Пенчук способствовал расцвету музыкальной культуры в БССР, организуя как конкурсы оркестров, так и конкурсы индивидуальных исполнителей: по его словам, конкурс заставлял любого исполнителя лучше работать над качеством звука, совершенствовать исполнительскую культуру и знание инструмента. В его классе дирижирование изучали как юноши, так и девушки. Среди его выпускников были преподаватели музыкальных учебных заведений, и дирижёры симфонических, духовых и эстрадных оркестров, в том числе главный дирижёр Национального академического концертного оркестра Республики Беларусь М. Я. Финберг, начальник Ансамбля песни и танца Внутренних войск МВД Республики Беларусь О. Н. Крылов, создатель и главный дирижёр Гомельского городского симфонического оркестра В. Д. Кравцов и профессор Белорусской государственной академии музыки, заслуженный артист Республики Беларусь Б. В. Ничков. Ученики Пенчука завоёвывали высокие награды на конкурсах, фестивалях и выступлениях музыкальных коллективов.

### Творческая деятельность
В 1964—1979 годах Б. М. Пенчук вместе с оркестром штаба БКВО записал более 120 произведений, прозвучавших на Республиканском радио БССР и Всесоюзном радио, а в 1968 году для Всесоюзной фирмы «Мелодия» была записана пластинка с произведениями белорусских композиторов. Он участвовал в записи и озвучивании некоторых кинофильмов, в том числе «Москва—Генуя», «Одиннадцатый удар» и «Трубач военного оркестра». Осуществлял музыкальное сопровождение театрализованных композиций «Этих дней не смолкнет слава» по случаю 50-летия и 60-летия освобождения Беларуси от немецко-фашистских захватчиков, выступал в качестве главного дирижёра в Республиканских оргкомитетах, постановочных группах по проведению правительственных концертов и юбилейных праздников. В частности, был дирижёром церемоний открытия мемориального комплекса «Хатынь», Кургана Славы, мемориала в Ленино; памятников Янке Купале и Якубу Коласу, а также праздников по случаю их 100-летних юбилеев; Спартакиад Беларуси и различных спортивных выступлений и других мероприятий.
В качестве композитора Пенчук известен как автор марша «Партизаны Беларуси» (бел. Партызаны Беларусі), «Белорусского марша» (бел. Беларускі марш) на темы песен Владимира Оловникова, «Белорусского комсомольского марша» (бел. Беларускі камсамольскі марш) на темы песен Игоря Лученка, «Строевого марша» (бел. Страявой марш) на темы песен Юрия Семеняко, четырёх аранжировок Гимна Белорусской ССР (ныне Государственного гимна Республики Беларусь) и многочисленных обработок и переложений произведений белорусских композиторов. Ему принадлежат более 80 обработок и инструментовок для духового оркестра произведений Д. Тухманова, А. Пахмутовой и других авторов, а также 16 музыкальных сборников разных мелодий и инструментовок. Благодаря Борису Михайловичу Пенчуку в оркестровках стали появляться белорусские народные и авторские мелодии, в том числе произведения Григория Пукста, Анатолия Богатырёва, Евгения Глебова, Леонида Захлевного, Нестора Соколовского и других авторов. Исполнительское мастерство дирижёра Пенчука отличалось художественной инициативой и глубоким пониманием автором музыкального произведения. Среди новых приёмов в исполнении оркестров, введённых Пенчуком, было и то, что музыканты, проходя во время парадов перед трибунами, стали отводить в сторону инструменты и громко петь.

## Взгляды на преподавание
В 2002 году Б. М. Пенчук дал развёрнутое интервью журналу «Вести Белорусской государственной академии музыки» (бел. Весці Беларускай дзяржаўнай акадэміі музыкі) на тему работы дирижёра духового оркестра и подготовки будущих дирижёров. По его словам, духовой оркестр включал разные по диапазонам, характеру звукоизвлечения и аппликатуре инструменты, поэтому являлся самым сложным из существующих оркестров. От дирижёра подобного оркестра требовалось быть не только хорошим музыкантом, но и администратором, проводящим повседневные занятия в классах и строю. Оттачивать интонацию дирижёр должен был сначала в оркестровых группах, а потом и во всём оркестре. Сам он должен был, по мнению Пенчука, вести с оркестрантом короткий и конкретный разговор, в котором должны быть только цифра, заявленная в исполнении цель и приёмы для её реализации. 
Преподавание материала будущим дирижёрам Борис Михайлович начинал с сонат Бетховена, далее его ученики изучали балетную музыку Глазунова, «Вальс-фантазию» и увертюру к опере «Иван Сусанин» Глинки. В обязательную программу Пенчука также входили симфонии Бетховена, Моцарта и Чайковского, «Половецкие пляски» из оперы Бородина «Князь Игорь», сюиты Грига, увертюры к операм «Вильгельм Телль», «Орфей в аду» и многие другие произведения. Каждый студент, по словам Пенчука, должен был уделять самостоятельной работе над произведениями не менее 2—3 часов в день, следуя порядку: научиться исполнять основные темы произведения не только на фортепиано, но и голосом; отработать жесты дирижёра перед зеркалом, чтобы убедиться в их понятности; только после этого переходить к работе над фразировкой, динамикой, кульминационной фазой и другими аспектами дирижирования. Пенчук упоминал, что в начале 2000-х годов в Белорусской академии музыки для студентов-композиторов 4-го и 5-го курсов ввели дирижирование в качестве обязательного факультатива, но на этом факультативе была низкая посещаемость. Её он объяснял возможной нехваткой времени у композиторов на дирижирование.

## Личная жизнь
Супруга — Людмила Михайловна Петрова, жила в Ленинграде, участвовала в обороне города, позже служила в туберкулёзном госпитале в Вурнарах. Борис и Людмила познакомились ещё в довоенное время в Ленинграде, позже встретились в Чувашии и поженились в 1943 году. Их первая дочь Алла умерла в 1946 году в Москве от туберкулёзного менингита. В 1947 году родилась вторая дочь Нина, которая окончила музыкальное училище в Ленинграде, куда поступила вместе с двоюродной сестрой, а после окончания Ленинградской консерватории стала преподавать дирижирование.
По вероисповеданию Борис Михайлович был православным, хотя внешне «не выказывал себя верующим человеком»: только в последние годы жизни он стал ходить в храм. В Минске он проживал поначалу в гостинице возле Дома офицеров, окна которой выходили на площадь, где много раз играл оркестр. Позже семья переехала в дом на улице Карла Маркса, где получила квартиру, а затем Пенчуку дали в том же доме квартиру ещё больших размеров, в которой он и прожил остаток жизни. Борис Михайлович всегда ездил на работу на машине ещё со времён своей службы в Венгрии. Последние полтора года жизни он лечился в больнице в связи с переломом шейки бедра, однако врачи не рисковали его оперировать. Борис Михайлович скончался 22 апреля 2009 года в Минске.

## Награды

### Ордена и медали
Отмечен следующими орденами:
- Орден Отечественной войны I степени[27][11] (6 апреля 1985)[31]
- Орден Дружбы народов[11]
- Орден Красной Звезды (дважды)[10][27][11], в том числе:
  - 26 июня 1945 — за образцовое выполнение боевых заданий Командования на фронте борьбы с немецкими захватчиками и проявленные при этом доблесть и мужество[9][d]
- Орден «Знак Почёта»[10][27]
- Орден Франциска Скорины[27] (14 октября 2008)[32]

Отмечен более чем 20 медалями, в том числе:
- Медаль «За победу над Германией в Великой Отечественной войне 1941—1945 гг.»[14][11]
- Медаль «За боевые заслуги»[11]
- Медаль «За оборону Ленинграда»[11]
- Медаль «В память 800-летия Москвы»[11]
- Медаль «В память 250-летия Ленинграда»[11]
- Медаль «За воинскую доблесть. В ознаменование 100-летия со дня рождения Владимира Ильича Ленина»[11]
- Медаль «В память 850-летия Москвы»[11]
- Юбилейная медаль «80 лет Вооружённых сил Республики Беларусь»[11]
- Медаль Франциска Скорины[27] (8 июля 2003) — за значительный личный вклад в развитие и пропаганду музыкального искусства[33]

### Звания и премии
- Заслуженный артист Белорусской ССР (1966)[11]
- Народный артист Белорусской ССР (1970)[1][10][11]
- Лауреат премии Ленинского комсомола БССР[бел.] (1972)[1][10][11]
- Обладатель семи почётных грамот Верховного Совета Белорусской ССР[11]

## Память
- В апреле 2014 года в честь дирижёра в Минске была открыта мемориальная доска на здании дома № 8 по улице Карла Маркса, где Борис Михайлович прожил почти полвека[28]. На церемонии открытия исполнялся «Белорусский марш» в аранжировке Пенчука[34].
- Выставка к 100-летию со дня рождения дирижёра под названием «Музыка Победы» открылась 8 мая 2018 года в Музее истории театральной и музыкальной культуры[35][7]: в экспозиции были представлены личные вещи, награды, редкие документы и фотографии дирижёра[7][36].

## Аранжировки
- Дзяржаўны гімн Беларускай ССР / музыка Н. Ф. Соколовского. — Минск: Беларусь, 1964. — 11 с. — 400 экз.
- Дзяржаўны гімн Беларускай ССР / музыка Н. Ф. Соколовского. — Минск: Беларусь, 1967. — 11 с. — 1750 экз.
- Произведения для духового оркестра / составитель Б. М. Пенчук. — Минск: Беларусь, 1967. — 65 с. — 1900 экз.
  - Семяняка Ю. Слушайте, люди / слова П. Бровки; инструментовка Б. Пенчука
  - Пенчук Б. Марш
  - Лехтинен Р. Летка–енка / инструментовка Б. Пенчука
- Играет духовой оркестр / составитель Б. М. Пенчук. — Минск: Беларусь, 1968. — 55 с.
  - Пукст Г. Марш белорусских пионеров
  - Оловников В. Лесная песня / слова А. Русака
  - Семеняко Ю. Не за очи черные / слова А. Русака
  - Теодоракис М. Сиртаки: из кинофильма «Грек Зорба»
  - Гайдер Ю. Редлав
  - Кузнецов И. Шуточная сценка
- Играет оркестр штаба Белорусского военного округа / дирижеры: Б. Пенчук (1, 3, 4, 5—8), А. Майзлер (2, 6). — Мелодия, 1968. (композиции с дирижированием Ю. М, Пенчука)[37]
  - Стоят на рейде бригантины / музыка И. Лученка, слова В. Лукши
  - Шуточная сценка / музыка И. Кузнецова
  - Комсомольская песня / музыка Э. Тырманда, слова М. Светлова
  - Белорусский молодёжный танец / музыка Д. Каминского
  - Цыганский танец (из балета «Подставная невеста») / музыка Г. Вагнера
  - Белорусский марш (на темы песен В. Оловникова) / музыка Б. Пенчука
- Играет духовой оркестр / инструментовка, обработка и составление Б. Пенчука. — Минск: Беларусь, 1969. — 59 с. — 1000 экз.
  - Он родился весной: [для смешанного хора и духового оркестра] / музыка И. Лученка (с. 1—10)
  - Из комсомола родом: «Мы из семьи героев…»: [для голоса и духового оркестра] / слова А. Деружинского (с. 11—18)
  - Память сердца: «Когда ночь город обнимает…»: [для голоса и духового оркестра] / слова М. Ясеня (с. 19—33)
  - Мой Минск: песня-марш / музыка В. Оловникова (с. 34—47)
  - В поход: из «Пионерской сюиты» / музыка Г. Вагнера (с. 48—59)
- Играет духовой оркестр / составитель Б. М. Пенчук. — Минск, 1975. — 64 с. — 2000 экз.
  - Коммунистический век: «С ленинской мыслью крылатой…» / музыка И. Кузнецова (с. 1—7)
  - Белорусский комсомольский марш: на темы песен И. Лученка / музыка Б. Пенчука (с. 8—25)
  - Хореографическая картинка «Мушкетеры» / музыка Е. Глебова (с. 26—39)
  - Песня о хороших друзьях: «Бродят где-то в небесах…»: / музыка Г. Вагнера (с. 40—47)
  - Спортивный марш «Биатлон» / музыка И. Лученка (с. 48—57)
  - Белорусский народный танец «Лянок» / обработка Е. Тикоцкого (с. 58—64)
- Дзяржаўны гімн Беларускай ССР / музыка Н. Ф. Соколовского. — Минск: Беларусь, 1976. — 11 с. — 5000 экз.
- Музыка для духового оркестра: песни советских композиторов / в переложении для духового оркестра с пением. — Минск: Беларусь, 1977. — 79 с. — 1000 экз.
  - Лученок И. Кремль / слова Ю. Панкратова
  - Пахмутова А. На слова Н. Добронравова: И вновь продолжается бой ; Не расстанусь с комсомолом
  - Гуляев Ю. Воспоминание о полковом оркестре / слова Р. Рождественского
  - Глебов Е. Дом мой ― столица / слова В. Орлова
  - Пенчук Б. Строевой марш на темы песен Ю. Семеняко
- Звучит духовой оркестр: репертуарный сборник для коллективов художественной самодеятельности / составление, переложение для духового оркестра, инструментовка Б. М. Пенчука. — Минск: Беларусь, 1978. — 62 с. — 1000 экз.
  - Тухманов Д. День победы
  - Семяняка Ю. Быць камуністам / словы П. Броўкi
  - Шаинский В. Детский марш: на тему песни из мультфильма «Чебурашка»
  - Глебов Е. Юбилейный марш
- Репертуар духового оркестра: популярные песни советских композиторов в переложении для духового оркестра. — Минск: Беларусь, 1980. — 47 с. — 500 экз.
  - Мурадели В. Партия ― наш рулевой
  - Пахмутова А. Беловежская пуща
  - Лученок И. Юность планеты / слова С. Давидовича
- Играет духовой оркестр: репертуарный сборник / составитель и музыкальный редактор Б. М. Пенчук. — Минск, 1984. — 800 экз.
  - Родине: «В радуге, в снегу, в дожде…»: [для голоса в сопровождении духового оркестра] / музыка И. Лученка (с. 15—30)
  - Дружба: «Что для счастья на века людям нужно…»: [для голоса в сопровождении духового оркестра] / музыка И. Лученка (с. 31—42)
  - Носите ордена: [для голоса в сопровождении духового оркестра] / музыка Л. Захлевного (с. 43—57)
  - Песня-баллада «Хатынь» / музыка И. Лученка (с. 58—79)
  - Концертный марш / музыка Е. Глебова (с. 80—103)
  - Я люблю бярозку: [для голоса в сопровождении духового оркестра] / музыка Ю. Семянякі (с. 104—111)
  - Лявониха / музыка Е. Глебова (с. 112—139)
  - Марш: из оперетты «Неделя вечной любви» / музыка Ю. Семеняко (с. 140—163)
  - Романс Олимпиады: «Осень опалила полземли…»: из оперетты «Неделя вечной любви» : [для женского голоса в сопровождении духового оркестра] / музыка Ю. Семеняко (с. 164—171)
- Репертуар духового оркестра: сборник популярных произведений советских композиторов / составитель Б. М. Пенчук. — Минск: Беларусь, 1989. — 54 с. — 1700 экз.
  - Литвин Н. Мое Отечество / слова А. Прокофьева ; инструментовка Б. Пенчука
  - Лученок И. Майский вальс / слова М. Ясеня ; инструментовка Б. Пенчука
- Дом мой ― столица / музыка Е. Глебова. — Минск: Национальная библиотека Беларуси, 2015.

## Комментарии
1. ↑  Формально имел статус инвалида Великой Отечественной войны II группы[11].
2. ↑  Ныне — Образцово–показательный оркестр Вооруженных Сил Республики Беларусь[7].
3. ↑  Аранжировки 1964, 1967 и 1976 года, а также аранжировка для новой редакции 1986 года[25].
4. ↑  Представлялся к Ордену Отечественной войны II степени[9].